# Freek de Jonge

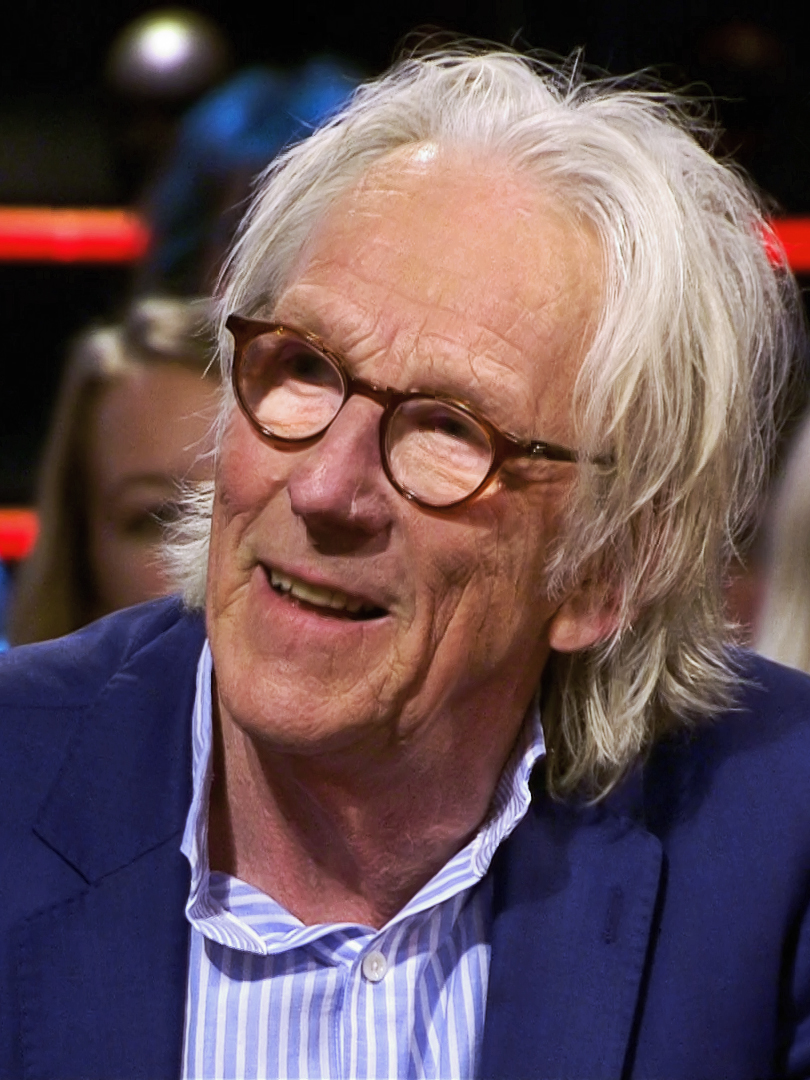
Freek de Jonge (2018)

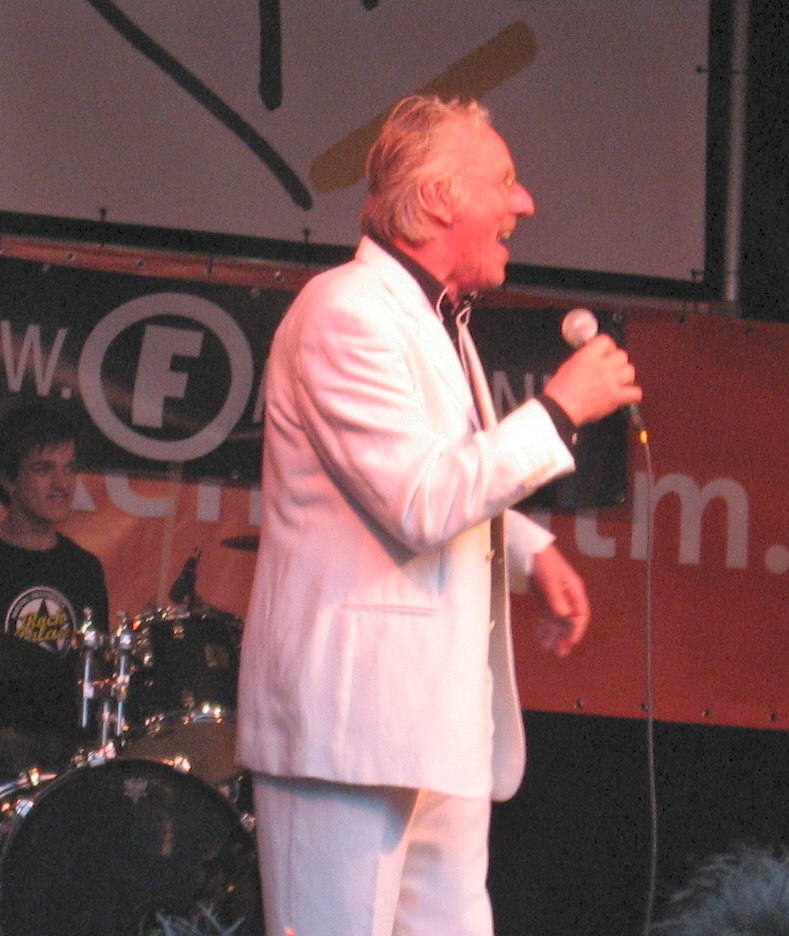
Freek de Jonge auf dem Königinnentag 2008

Frederik Jan Georg (Freek) de Jonge (* 30. August 1944 in Westernieland, Gemeinde De Marne, Niederlande) ist ein niederländischer Kabarettist. Seit den 1970er Jahren ist er einer der bekanntesten seines Faches; seine oftmals politischen Soloprogramme sind geprägt sowohl von Scharfsinn als auch Grobianismen.

## Leben und Karriere
Freek de Jonge ist der Sohn eines calvinistischen Predigers und wuchs in der Nähe von Zaandam auf. Als Elfjähriger stand er erstmals auf der Bühne. Er studierte in Amsterdam kulturelle Anthropologie und begegnete Bram Vermeulen, mit dem er die Gruppe Neerlands Hoop in Bange Dagen (Hoffnung der Niederlande in bangen Tagen) gründete. 1980 startete seine Solokarriere.
Berühmt sind unter anderem seine Oudejaarsconferences (Silvesterprogramme), mit denen er eine Tradition unter anderem des Altmeisters Wim Kan weiterführt. Außerdem hat er Bücher veröffentlicht, in Film und Fernsehen mitgewirkt und zahlreiche Preise gewonnen. Einen großen Verkaufserfolg brachte ihm (mit Robert Jan Stips und dessen Band) das Lied Er is leven na de dood (1997) ein, das in Deutschland durch die Bläck Fööss bekannt wurde. Das Original Death is Not the End stammt dabei von Bob Dylan. Ein weiteres Erfolgslied ist Heer heb meelij met de Belgen.
Der politisch links stehende de Jonge präsentiert intelligente, kunstvoll zusammengesetzte Programme und scheut dabei nicht vor grob Vulgärem, Obszönem und politisch Anstößigem zurück. Meist steht ein Programm unter einem Motto, das als roter Faden dient.
De Jonge ist mit Hella de Jonge verheiratet und hat zwei Kinder.

## Programme
Neerlands Hoop:
- 1970: Neerlands Hoop In Bange Dagen
- 1971: Live In Wadway (N.H.)
- 1971: Neerlands Hoop In Panama
- 1972: Plankenkoorts
- 1973: Weerzien In Panama
- 1974: Neerlands Hoop Express
- 1975: Ingenaaid Of Gebonden
- 1977: Interieur
- 1978: Bloed Aan De Paal
- 1979: Offsmboet Ippq Dpef (Neerlands Hoop Code)

Solo:
- 1980: De Komiek
- 1981: De Tragiek
- 1982: De Mars
- 1983: De Mythe
- 1983: De Openbaring (Oudejaarsconference)
- 1983: Stroman en Trawanten
- 1984: Een Verademing (Oudejaarsconference)
- 1985: De Bedevaart
- 1985: De Finale (Oudejaarsconference)
- 1986: Het Damestasje
- 1987: De Pretentie
- 1988: De Goeroe en de Dissident
- 1988: De Ontlading (Nieuwjaarsconference)
- 1989: De Volgende
- 1992: Losse Nummers
- 1992: De Estafette (Oudejaarsconference)
- 1994: De Tol
- 1995: Dankzij de Dijken
- 1996: Langzame Liedjes
- 1996: Het Luik (Oudejaarsconference) de brand
- 1997: Gemeen Goed
- 1998: Rapsodia
- 1998: Papa Razzia (Oudejaarsconference)
- 2000: De Conferencier, Het Boekenweekgeschenk en de Leugen
- 2000: De Gillende Keukenmeid (Oudejaarsconference)
- 2001: Het Laatste Oordeel (Oudejaarsconference)
- 2002: Parlando (mit dem Metropole Orkest)
- 2003: De Stemming (Verkiezingsconference)
- 2004: De Vergrijzing – wöchentliches TV-Programm:
  - De Ganse Schepping
  - Het Offer
  - De Ontgroening
  - De Loods
  - (De Hond Van) Jonas
  - De Vergrijzing
  - De Waan
  - The Happy Few
  - Hunebedrock
  - Hollywooddream
  - De Sterfscène (mit Theo Maassen)
  - Neerlands Hoop In Memoriam
  - De Grote Normen en Waarden Show (Oudejaarsconference)
  - FRITS 2
- 2005: Cordon Sanitaire
- 2005: Freek Doet de Deur Dicht
- 2006: Wat is er nog Heilig?
- 2006: De Stemming 2006 (Verkiezingsconference)
- 2007: De Toeschouwer
- 2008: De Laatste Lach
- 2009: Freeks Nederland: Volendam (Oudejaarsconference)

## Bücher
- 1987: Zaansch Veem
- 1990: De Brillenkoker
- 1991: Neerlands Bloed
- 1993: Opa's Wijsvinger
- 1995: De Rode Draad
- 2000: De Hoekvlag
- 2004: Door de Knieën
- 2004: Leven na de Dood
- 2006: De Toeschouwer

## Filme
- 1979: Mira (of de teleurgang van de waterhoek) (Gastauftritt)
- 1983: Der Illusionist (De illusionist)
- 1985: De KKKomediant
- 2010: Pastewka (als Frank de Jonge, Gastauftritt)